# Елгин (Шотландия)
Вижте пояснителната страница за други значения на Елгин.
Ѐлгин (на английски: Elgin на гаелски Eilginn, произнася се [ˈɛlgɪn]) е град в Североизточна Шотландия.

## География
Градът е разположен на река Лоси в област Мъри. Отстои на 65 km източно от град Инвърнес и на 110 km западно от град Абърдийн. Има жп гара по крайбрежната линия между Абърдийн и Инвърнес. Население 20 580 жители от преброяването през 2004 г.  Архив на оригинала от 2012-01-25 в Wayback Machine.

## История
Град Елгин е възникнал през 11 век. Получава статут на град през 13 век.

## Архитектура
Една от архитектурните забележителности на града е катедралата, построена през 1224 г.

## Икономика
Основни отрасли в икономиката на града са производството на уиски и туризмът. Сред популярните марки местни уиски са „Глен Елгин“, „Бенриах“, „Коулбърн“, „Гленлоси“, „Глен Мъри“, „Линкуд“, „Лонгмърн“, „Манохмор“ и „Милтъндъф“.

## Спорт
Представителният футболен отбор на града носи името ФК Елгин Сити. Редовен участник е в Шотландската Трета дивизия.

## Личности, родени в Елгин
- Марк Гилеспи (р.1966), певец и текстописец
- Кевин Маккид (р.1973), шотландски артист и киноартист, познат в България от филмите „Никълъс Никълби“, „Ричард II“ и „Ана Каренина“.
- Стийв Патърсън (р.1958), шотландски футболен треньор

## Личности, свързани с Елгин
- Александър Бел (1847 – 1922), шотландски изобретател и учен, учил в „Уестън Хаус Академи“ (Weston House Academy) в Елгин

## Побратимени градове
- Лансхут, Германия

## Фотогалерия
- Катедралата в Елгин
- Болницата „Доктор Грей“
- Абатството Плъскардън
- Руините на замъка „Дъфъс“ в околностите на Елгин